# Seznam mingských císařoven
V seznamu mingských císařoven jsou uvedeny hlavní manželky císařů čínské říše Ming, existující v letech 1368–1644. Hlavní manželky mingských císařů nosily titul „císařovna“ (皇後/皇后, chuang-chou).
Po smrti svého manžela a nástupu syna na trůn obdržela císařovna titul „císařovna vdova“ (皇太後/皇太后, chuang-tchaj-chou), dožila-li se nástupu vnuka na trůn, stala se „velkou císařovnou vdovou“ (太皇太後/太皇太后, tchaj-chuang-tchaj-chou). Po smrti císařovny obdržely posmrtné jméno, obvykle dosti dlouhé, které je obvykle zkracováno, například paní Ma, císařovna zakladatele říše Ming, císaře Chung-wu, měla posmrtné jméno Siao-cch’ čen-chua če-šun žen-chuej čcheng-tchien jü-šeng č’-te kao chuang-chou (孝慈貞化哲順仁徽成天育聖至德高皇后), zkráceně  Siao-cch’-kao chuang-chou (孝慈高皇后), toto jméno vždy končilo znaky 皇后, „císařovna“.
Kromě císařoven žilo v palácích Zakázaného města velké množství dalších žen, snad až devět tisíc. Prvními po císařovnách byly vedlejší manželky císařů (妃, fej), nejvýše postavená z nich z nich měla titul „císařská urozená dáma“ (皇貴妃, chuang-kuej-fej), po ní v důstojnosti následovala „urozená dáma“ (貴妃, kuej-fej) a pak řada dalších, například „nevinná dáma“ (淑妃, šu-fej), „klidná dáma“ (寧妃, ning-fej). Níže stály konkubíny různých úrovní, pchin (嬪), cchaj-žen (才人), a množství služebnic.
V druhé tabulce jsou uvedeny císařovny vdovy a císařovny, které byly do těchto hodností povýšeny po smrti svých manželů, případně až posmrtně. Tituly císařovny vdovy, případně posmrtnou hodnost císařovny, získaly některé vedlejší manželky mingských císařů, nebo manželky císařských princů, pokud se synové či vnuci těchto manželek stali císaři. Posmrtným povýšením do stavu císařoven byly několikrát vyznamenány i předčasně zemřelé hlavní manželky následníků trůnu.

## Seznamy mingských císařoven
| Císařovna        | Příjmení (případně i jméno) | Narození – úmrtí | Manžel      | Titul (rok udělení) | Zkrácené posmrtné jméno                 |
| ---------------- | --------------------------- | ---------------- | ----------- | --- | --------------------------------------- |
| císařovna Ma     | Ma (马)                     | 1332–1382        | Chung-wu    | manželka Chung-wua, císařovna (1368) | císařovna Siao-cch’-kao (孝慈高皇后)    |
| císařovna Ma     | Ma (馬)                     | 1378–1402        | Ťien-wen    | manželka následníka trůnu, císařovna (1399) | císařovna Siao-min-žang (孝愍讓皇后)    |
|                  | Sü I-chua (徐儀華)          | 1362–1407        | Jung-le     | manželka knížete (1376), císařovna (1402) | císařovna Žen-siao-wen (仁孝文皇后)     |
| císařovna Čang   | Čang (張)                   | 1379–1442        | Chung-si    | manželka knížete (1396), císařovna (1424), císařovna vdova (1425), velká císařovna vdova (1435) | císařovna Čcheng-siao-čao (誠孝昭皇后)  |
| císařovna Chu    | Chu Šan-siang (胡善祥)      | † 1443           | Süan-te     | manželka Süan-teho (1417), císařovna (1425, zbavena titulu 1428) | císařovna Kung-žang-čang (恭讓章皇后)   |
| císařovna Sun    | Sun (孫)                    | † 1462           | Süan-te     | konkubína (pchin, 1417), urozená dáma (kuej-fej, 1425), císařovna (1428), císařovna vdova (1435), císařovna vdova Šang-šeng (上聖皇太后, 1449), císařovna vdova Šeng-lie-cch’-šou (圣聖烈慈壽皇太后, 1457).                          | císařovna Siao-kung-čang (孝恭章皇后)   |
| císařovna Čchien | Čchien (錢)                 | 1426–1468        | Jing-cung   | císařovna (1442, do 1449, znovu od 1457), císařovna vdova Cch'-i (慈懿皇太後, 1464) | císařovna Siao-čuang-žuej (孝莊睿皇后)  |
| císařovna Wang   | Wang (汪)                   | 1427–1505        | Ťing-tchaj  | císařovna (1449, zbavena titulu 1452) | císařovna Siao-jüan-ťing (孝淵景皇后)   |
| císařovna Chang  | Chang (杭)                  | † 1456           | Ťing-tchaj  | jedna z konkubín Ťing-tchaje, urozená dáma (kuej-fej, 1449) císařovna (1452) | císařovna Su-siao (肅孝皇后)            |
| císařovna Wu     | Wu (吳)                     | 1449–1509        | Čcheng-chua | císařovna (1464, po měsíci zbavena titulu) | –                                       |
| císařovna Wang   | Wang (王)                   | † 1518           | Čcheng-chua | císařovna (1464), císařovna vdova (1487), velká císařovna vdova (1506), velká císařovna vdova Cch’-šeng-kchang-šou (慈聖康壽太皇太后, 1510)                                                                                          | císařovna Siao-čen-čchun (孝貞純皇后)   |
| císařovna Čang   | Čang (張)                   | 1471–1541        | Chung-č’    | císařovna (1487), císařovna vdova (1505), císařovna vdova Cch’-šou (慈寿皇太后, 1510), císařovna vdova Čao-šeng cch’-šou (慈寿皇太后, 1521)                                                                                          | císařovna Siao-čcheng-ťing (孝成敬皇后) |
| císařovna Sia    | Sia (夏)                    | 1492–1535        | Čeng-te     | císařovna (1506), císařovna Čuang-su (莊肅皇后, 1521) | císařovna Siao-ťing-i (孝静毅皇后)      |
| císařovna Čchen  | Čchen (陳)                  | 1508–1528        | Ťia-ťing    | císařovna (1522) | císařovna Siao-ťie-su (孝洁肃皇后)      |
| císařovna Čang   | Čang (张)                   | † 1537           | Ťia-ťing    | poslušná dáma (顺妃, šun-fej, 1522), císařovna (1528, zbavena titulu 1534) | –                                       |
| císařovna Fang   | Fang (方)                   | 1516–1547        | Ťia-ťing    | konkubína (pchin, 1531), císařovna (1534) | císařovna Siao-lie (孝烈皇后)           |
| císařovna Čchen  | Čchen (陳)                  | † 1596           | Lung-čching | manželka knížete (王妃, wang-fej, 1558), císařovna (1567), císařovna vdova Žen-šeng (仁圣皇太后, 1572), císařovna vdova Žen-šeng čen-i (仁圣贞懿皇太后, 1578), císařovna vdova Žen-šeng čen-i kchang-ťing (仁圣贞懿康静皇太后, 1582) | císařovna Siao-an (孝安皇后)            |
| císařovna Wang   | Wang Si-ťie (王喜姐)        | 1564–1620        | Wan-li      | císařovna (1578) | císařovna Siao-tuan-sien (孝端顯皇后)   |
| císařovna Čang   | Čang (張)                   | 1600–1644        | Tchien-čchi | císařovna (1621), císařovna I-an (懿安皇后, 1627) | císařovna Siao-aj-če (孝哀悊皇后)       |
| císařovna Čou    | Čou (周)                    | † 1644           | Čchung-čen  | manželka knížete (王妃, wang-fej), císařovna (1628) | císařovna Čuang-lie-min (莊烈愍皇后)    |

| Císařovna             | Příjmení    | Narození – úmrtí | Manžel       | Titul (rok udělení titulu) | Zkrácené posmrtné jméno                                                                                                   | Poznámka                                                                 |
| --------------------- | ----------- | ---------------- | ------------ | --- | --- | ------------------------------------------------------------------------ |
| paní Čchang           | Čchang (常) | 1355–1378        | Ču Piao      | manželka korunního prince (皇太子妃, chuang-tchaj-c’ fej, 1371) | manželka korunního prince Ťing-i (敬懿皇太子妃, Chuang tchaj-c’ fej ťing-i, 1378), císařovna Siao-kchang (孝康皇后, 1399) | První manželka Ču Piaoa.                                                 |
| paní Lü               | Lü (呂)     | 1359–1407        | Ču Piao      | manželka korunního prince (皇太子妃, chuang-tchaj-c’ fej), císařovna vdova (1399) | manželka korunního prince Chuang-sao i-wen (皇嫂懿文太子妃, Chuang-sao i-wen tchaj-c’ fej, 1403)                          | Matka císaře Ťien-wena.                                                  |
| paní Wu               | Wu (吳)     | † 1462           | Süan-te      | vážená dáma (賢妃, sien-fej) | císařovna vdova Siao-i (孝翼太后, 1645)                                                                                   | Matka císaře Ťing-tchaje.                                                |
| císařovna vdova Čou   | Čou (周)    | 1430–1504        | Jing-cung    | konkubína (1446), urozená dáma (kuej-fej), císařovna vdova (1464), císařovna vdova Šeng-cch’-žen-šou (聖慈仁壽皇太后) | císařovna Siao-su (孝肅皇后)                                                                                              | Matka císaře Čcheng-chuy.                                                |
| paní Ťi               | Ťi (紀)     | † 1475           | Čcheng-chua  | konkubína (kolem 1467) | Kung-kche čuang-si (恭恪莊僖), císařovna Siao-mu (孝穆皇后, 1487)                                                         | Matka císaře Chung-č’.                                                   |
| císařovna vdova Šao   | Šao (邵)    | † 1522           | Čcheng-chua  | urozená dáma (kuej-fej), císařovna vdova (1521), císařovna vdova Šou-an (寿安太后, 1522) | císařovna Siao-chuej (孝惠皇后)                                                                                           | Matka Ču Jou-jüana, otce císaře Ťia-ťinga.                               |
| císařovna vdova Ťiang | Ťiang (蔣)  | † 1538           | Ču Jou-jüan  | manželka knížete (王妃, wang-fej), císařovna vdova ze Sing (興國太后, 1521), císařovna vdova Šeng-mu čang-šeng (聖母章聖皇太后, 1523), císařovna vdova Čang-šeng cch’-žen (章聖慈仁皇太后, 1528), císařovna vdova Čang-šeng cch’-žen kchang-ťing čen-šou (章聖慈仁康靜貞壽皇太后, 1536) | císařovna Cch’-siao-sien (慈孝獻皇后)                                                                                     | Matka císaře Ťia-ťinga.                                                  |
| paní Tu               | Tu (杜)     | † 1554           | Ťia-ťing     | konkubína (康嫔, kchang-pchin, 1531) | Žung-šu kchang-pchin (荣淑康妃), císařovna Siao-kche (孝恪皇后, 1567)                                                     | Matka císaře Lung-čchinga.                                               |
| paní Li               | Li (李)     | † 1558           | Lung-čching  | manželka knížete (王妃, wang-fej, 1553) | císařovna Siao-i-čuan (孝懿莊皇后, 1567)                                                                                  | První hlavní manželka Lung-čchinga, zemřela před jeho nástupem na trůn.  |
| císařovna vdova Li    | Li (李)     | † 1614           | Lung-čching  | služebná, urozená dáma (kuej-fej, 1567), císařovna vdova Cch’-šeng (慈圣皇太后, 1572), císařovna vdova Cch’-šeng süan-wen (慈圣宣文皇太后, 1578), císařovna vdova Cch’-šeng süan-wen ming-su (慈圣宣文皇明肃太后, 1582), titul císařovny vdovy byl prodloužen i v letech 1601 a 1606    | císařovna Siao-ting (孝定太后)                                                                                            | Matka císaře Wan-liho.                                                   |
| paní Wang             | Wang (王)   | 1565–1611        | Wan-li       | palácová služebná (宮人, kung-žen, 1578), vedlejší manželka (妃, fej, 1582), urozená dáma (kuej-fej, 1605) | Wen-su tuan-ťing čchun-i chuang kuej-fej (温肃端靖纯懿皇貴妃), císařovna Siao-ťing (孝靖太后, 1620)                       | Matka císaře Tchaj-čchanga.                                              |
| paní Čeng             | Čeng (鄭)   | 1565–1630        | Wan-li       | konkubína (淑嬪, šu-pchin, 1582), vedlejší manželka (妃, fej), urozená dáma (kuej-fej, 1584), císařská urozená dáma (chuang-kuej-fej, 1586), | Kung-kche chuej-žung che-ťing chuang-kuej-fej (恭恪惠荣和靖皇贵妃), velká císařovna vdova Siao-ning (孝寧太皇太后, 1644)  | Matka Ču Čchang-süna, otce Ču Jou-sunga, císaře Jižní Ming.              |
| císařovna vdova Li    | Li (李)     | † 1597           | Wan-li       | ctěná dáma (敬妃, ťing-fej) | Kung-šun žung-čuang tuan-ťing chuang kuej-fej (恭順荣莊端靜皇貴妃), velká císařovna vdova Siao-ťing (孝敬太皇太后, 1644)  | Matka Ču Čchang-jinga, otce Ču Jou-langa, císaře Jižní Ming.             |
| paní Kuo              | Kuo (郭)    | † 1614           | Tchaj-čchang | manželka korunního prince (妃, fej, 1601) | Kung-ťing tchaj-c’ fej (恭靖太子妃), císařovna Siao-jüan-čen (孝元貞皇后, 1620)                                           | První hlavní manželka Tchaj-čchanga, zemřela před jeho nástupem na trůn. |
| paní Wang             | Wang (王)   | † 1619           | Tchaj-čchang | „talentovaná“ konkubína (才人, cchaj-žen, 1604) | císařovna vdova Siao-che (孝和太后, 1620)                                                                                 | Matka císaře Tchien-čchiho.                                              |
| paní Liou             | Liou (刘)   | † 1615           | Tchaj-čchang | konkubína (淑女, šu-nü) | Sien-fej (贤妃), císařovna vdova Siao-čchun (孝纯太后, 1627)                                                              | Matka císaře Čchung-čena.                                                |